# Dunkleosteus

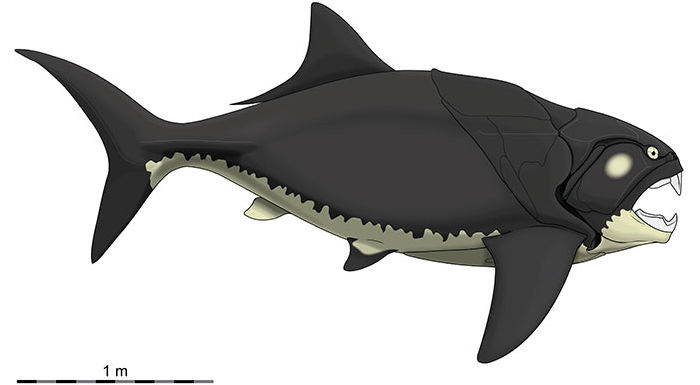
Szkic prawdopodobnego wyglądu D. terelli

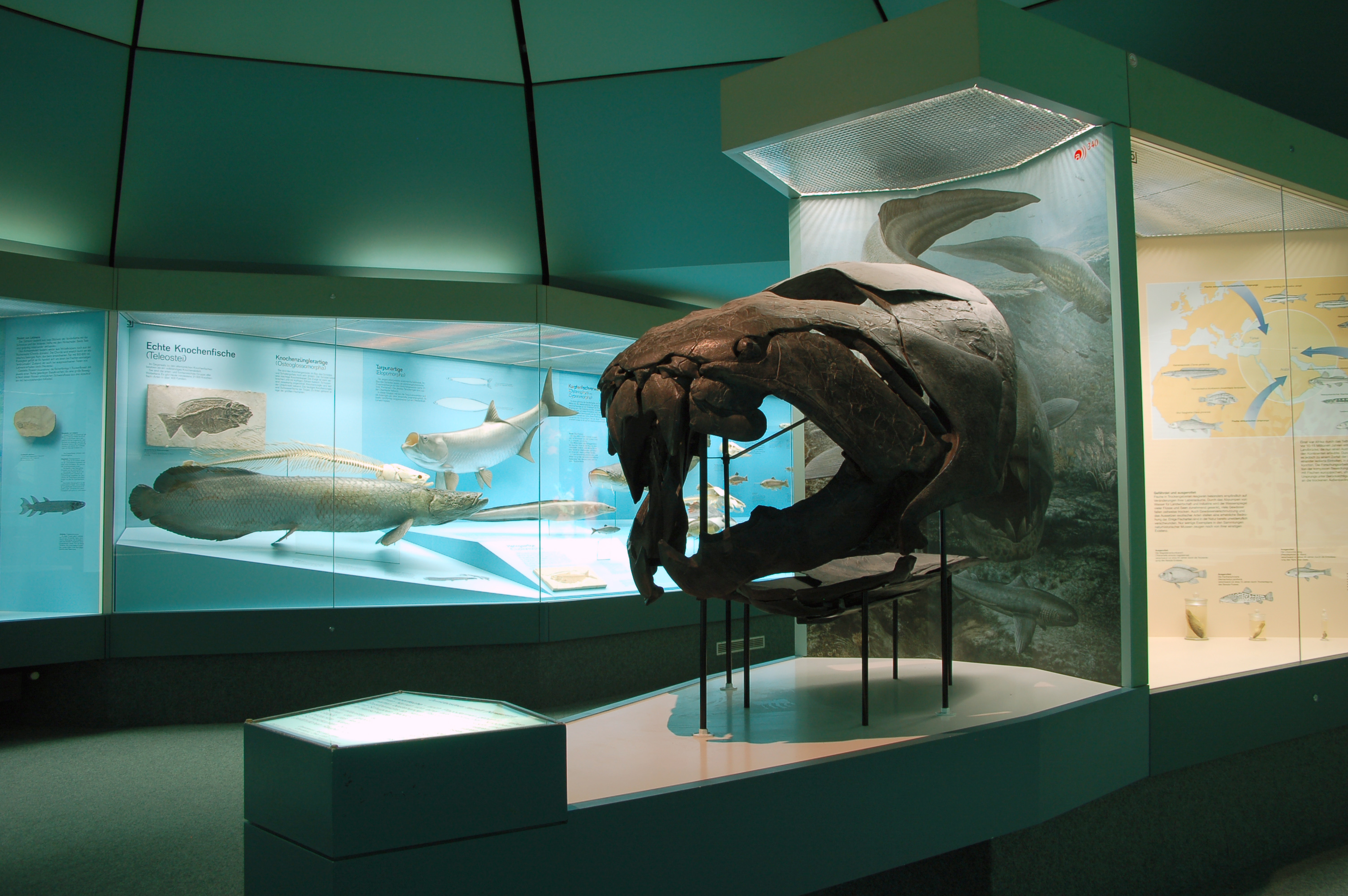
Czaszka Dunkleosteus w „Senckenberg Museum” we Frankfurcie nad Menem

Dunkleosteus – rodzaj wymarłych ryb pancernych dominujących w morzach późnego dewonu (376,1–360,7 mln lat temu), znany z wykopalisk w Europie (Belgia i Polska), północnej Afryce (Maroko) i Ameryce Północnej (Stany Zjednoczone).
Rodzaj obejmuje około ośmiu gatunków, w tym: 
- D. belgicus (Leriche), 1931 – lokalizacje na obszarze Laurosji (Famenne w południowej Belgii, Polska, USA, Kanada) i Gondwany (Maroko)
- D. denisoni Kulczycki, 1957 – (famen: Góry Świętokrzyskie, Polska oraz kellwasser: Płucki, Polska)
- D. marsaisi  Lehman, 1954 – (wczesny famen: Maroko)
- D. terrelli Terrell, 1867; syn. D. intermedius
- D. raveri Carr & Hlavin, 2010[4]
- D. amblyodoratus Carr & Hlavin, 2010[4]

W 2018 paleontolodzy Piotr Szrek i Olga Wilk opublikowali na łamach „Estonian Journal of Earth Sciences” wyniki badań skamieniałości należących do największych przedstawicieli ryb pancernych występujących na terenie Polski. Opis wykonano na podstawie osłon głowy i tułowia dwóch osobników, które zostały odkryte we wsi Płucki w województwie świętokrzyskim. Naukowcy dokonali rekonstrukcji czaszki zwierzęcia, której szerokość osiągnęła 50 cm. Biorąc pod uwagę proporcje najlepiej zachowanych znanych okazów Dunkleosteus naukowcy oszacowali długość czaszki na ponad 60 cm. Odkryte i zbadane szczątki prawdopodobnie należały do przedstawiciela odrębnego gatunku Dunkleosteus.